# جی‌ام‌پی
جی‌ام‌پیGMP مخفف عبارت Good Manufacturing Practices است.
جی‌ام‌پی به معنی اصول ساخت خوب است که برای بالابردن کیفیت و اطمینان از کارایی فراورده دارویی بکار می‌رود. کاهش ضایعات و جلوگیری از خطرهای احتمالی تولید نیز از فوائد جی‌ام‌پی محسوب می‌گردد.
سازمان جهانی بهداشت(WHO) یکسری قوانین و اصول جی‌ام‌پی را وضع کرده‌است که مشتمل بر ۱۷ اصل است. اصول جی‌ام‌پی کنوانسیون بازرسی داخلی(PIC/S) که به صورت GMP-PIC/S نوشته می‌شود۹ اصل دارد.
اصول GMP-WHO مشتمل بر ۱۷ اصل است که به ترتیب به صورت زیر است:
1. Quality Assurance
2. GMP
3. Factory Sanitation & Hygiene
4. Qualification & Validation
5. Complaints
6. Product Recalls
7. Contract Production & Analysis
8. Self-Inspection & Quality Audits
9. Personnel
10. Training
11. Personal Hygiene
12. Premises
13. Equipment
14. Materials
15. Documentation
16. Good Practices In Production

- 17.Good Practices In Quality Control[۲]